# UFC 321
UFC 321: Aspinall vs. Gane — планируемый турнир по смешанным единоборствам, организованный Ultimate Fighting Championship, который должен состояться 25 октября 2025 года и на спортивной арене «Etihad Arena» в городе Абу-Даби, ОАЭ.

## Подготовка турнира
Турнир станет 22-м визитом организации в Абу-Даби после того, как в последний раз здесь был проведён турнир UFC on ABC: Уиттакер vs. Де Риддер в июле 2025 года.

### Главные события турнира
В качестве заглавного события турнира был запланирован бой за титул чемпиона UFC в тяжёлом весе, в котором встретятся действующий чемпион англичанин Том Аспиналл и бывший претендент на титул чемпиона UFC в тяжёлом весе и бывший временный чемпион UFC в тяжёлом весе француз Сирил Ган (#1 в рейтинге).

### Анонсированные бои
| Бой | Весовая категория    | Участники боёв и их статистика перед боем (рекорд ММА / рекорд UFC ) | Участники боёв и их статистика перед боем (рекорд ММА / рекорд UFC ) | Участники боёв и их статистика перед боем (рекорд ММА / рекорд UFC ) | Участники боёв и их статистика перед боем (рекорд ММА / рекорд UFC ) | Участники боёв и их статистика перед боем (рекорд ММА / рекорд UFC ) | Участники боёв и их статистика перед боем (рекорд ММА / рекорд UFC ) | Участники боёв и их статистика перед боем (рекорд ММА / рекорд UFC ) | Участники боёв и их статистика перед боем (рекорд ММА / рекорд UFC ) | Участники боёв и их статистика перед боем (рекорд ММА / рекорд UFC ) | Участники боёв и их статистика перед боем (рекорд ММА / рекорд UFC ) | Участники боёв и их статистика перед боем (рекорд ММА / рекорд UFC ) | Участники боёв и их статистика перед боем (рекорд ММА / рекорд UFC ) |
| |                      | Главный кард (Main Card, PPV)                                        |                                                                      |                                                                      |                                                                      |                                                                      |                                                                      |                                                                      |                                                                      |                                                                      |                                                                      |                                                                      |                                                                      |
| 1 | Тяжёлый вес          | Том Аспиналл Tom Aspinall                                            | Ч                                                                    | 15-3                                                                 | 8-1                                                                  | +3                                                                   | vs.                                                                  | Сирил Ган Ciryl «Bon Gamin» Gane                                     | #1 exВЧ, ехП                                                         | 13-2                                                                 | 10-2                                                                 | +2                                                                   | [ 5 ]                                                                |
| 2 | Тяжёлый вес          | Александр Волков Alexander «Drago» Volkov                            | #2                                                                   | 38-11                                                                | 12-5                                                                 | -1                                                                   | vs.                                                                  | Жаилтон Алмейда Jailton «Malhadinho» Almeida                         | #5 CS                                                                | 22-3                                                                 | 8-1                                                                  | +2                                                                   | [ 6 ]                                                                |
| 3 | Тяжёлый вес          | Хамди Абдельвахаб Hamdy «The Hammer» Abdelwahab                      |                                                                      | 4-1 (1)                                                              | 1-1 (1)                                                              | -1                                                                   | vs.                                                                  | Крис Барнетт Chris «Beastboy» Barnett                                |                                                                      | 23-9                                                                 | 2-3                                                                  | -1                                                                   | [ 7 ]                                                                |
| 4 | Средний вес          | Икрам Алискеров Ikram Aliskerov                                      | CS                                                                   | 16-2                                                                 | 3-1                                                                  | +1                                                                   | vs.                                                                  | Пак Чон-ён «The Iron Turtle» JunYong Park                            |                                                                      | 19-6                                                                 | 9-3                                                                  | +2                                                                   | [ 8 ]                                                                |
| 5 | Полутяжёлый вес      | Александр Ракич Aleksandar «Rocket» Rakic                            | #7 (2)                                                               | 14-5                                                                 | 6-4                                                                  | -3                                                                   | vs.                                                                  | Азамат Мурзаканов Azamat «The Professional» Murzakanov               | #11 (10) CS                                                          | 15-0                                                                 | 5-0                                                                  | +15                                                                  | [ 9 ]                                                                |
| |                      | Предварительный кард (Prelims, ESPN+/Disney+)                        |                                                                      |                                                                      |                                                                      |                                                                      |                                                                      |                                                                      |                                                                      |                                                                      |                                                                      |                                                                      |                                                                      |
| 6 | Наилегчайший вес     | Азат Максум Azat «Qazaq» Maksum                                      |                                                                      | 15-2                                                                 | 1-2                                                                  | -2                                                                   | vs.                                                                  | Митч Рапосо Mitch Raposo                                             | CS, TUF                                                              | 9-3                                                                  | 0-2                                                                  | -2                                                                   | [ 10 ]                                                               |
| 7 | Жен. минимальный вес | Жакелини Аморим Jaqueline «Jacque» Amorim                            |                                                                      | 10-1                                                                 | 4-1                                                                  | +4                                                                   | vs.                                                                  | Мидзуки Инуэ Mizuki Inoue                                            |                                                                      | 15-6                                                                 | 2-1                                                                  | +1                                                                   | [ 11 ]                                                               |
| Условные обозначения: #5 (1) — текущее (лучшее) место бойца в рейтинге, exЧ(В) — бывший чемпион (временный), exП(В) — бывший претендент на титул чемпиона (временного), exТ(3) — боец входил в рейтинг Топ-15 (лучшее место в рейтинге), д — дебютант, CS — боец участвовал в Претендентской серии Дэйны Уайта, R2U — боец участвовал в шоу Road To UFC, TUF — боец участвовал в шоу The Ultimate Fighter, TUFW — боец являлся победителем The Ultimate Fighter, WEC/SF — боец выступал в WEC или Strikeforce до объединения этих организаций с UFC. |                      |                                                                      |                                                                      |                                                                      |                                                                      |                                                                      |                                                                      |                                                                      |                                                                      |                                                                      |                                                                      |                                                                      |                                                                      |